# Хум-Бистрицький
46°00′ пн. ш. 16°05′ сх. д. / 46.00° пн. ш. 16.09° сх. д.
Хум-Бистрицький (хорв. Hum Bistrički) — населений пункт у Хорватії, в Крапинсько-Загорській жупанії у складі громади Марія-Бистриця.

## Населення
Населення за даними перепису 2011 року становило 441 осіб.
Динаміка чисельності населення поселення:

## Клімат
Середня річна температура становить 9,75 °C, середня максимальна — 23,26 °C, а середня мінімальна — -6,02 °C. Середня річна кількість опадів — 977 мм.
| Клімат поселення                              | Клімат поселення | Клімат поселення | Клімат поселення | Клімат поселення | Клімат поселення | Клімат поселення | Клімат поселення | Клімат поселення | Клімат поселення | Клімат поселення | Клімат поселення | Клімат поселення | Клімат поселення |
| Показник                                      | Січ.             | Лют.             | Бер.             | Квіт.            | Трав.            | Черв.            | Лип.             | Серп.            | Вер.             | Жовт.            | Лист.            | Груд.            |                  |
| Середній максимум, °C                         | 5,40             | 7,13             | 11,26            | 15,32            | 20,19            | 23,26            | 22,30            | 21,84            | 17,98            | 13,08            | 7,66             | 3,96             |                  |
| Середня температура, °C                       | −0,3             | 1,42             | 5,56             | 9,62             | 14,48            | 17,58            | 19,28            | 18,82            | 14,96            | 10,07            | 4,63             | 0,96             |                  |
| Середній мінімум, °C                          | −6,02            | −4,28            | −0,16            | 3,91             | 8,77             | 11,86            | 16,25            | 15,80            | 11,94            | 7,06             | 1,61             | −2,08            |                  |
| Норма опадів, мм                              | 51               | 52               | 66               | 75               | 85               | 110              | 93               | 96               | 92               | 93               | 93               | 71               |                  |
| Середньомісячна швидкість вітру, м/с          | 1.96             | 2.12             | 2.50             | 2.40             | 2.28             | 2.00             | 1.96             | 1.81             | 1.85             | 1.96             | 2.05             | 2.04             |                  |
| Середньомісячна сонячна радіація, кДж/м²·день | 4157             | 6910             | 10508            | 14805            | 18828            | 20612            | 21543            | 18817            | 13996            | 8724             | 4622             | 3327             |                  |
| --------------------------------------------- | ---------------- | ---------------- | ---------------- | ---------------- | ---------------- | ---------------- | ---------------- | ---------------- | ---------------- | ---------------- | ---------------- | ---------------- | ---------------- |
| Джерело:                                      |                  |                  |                  |                  |                  |                  |                  |                  |                  |                  |                  |                  |                  |